# Горулёв, Николай Александрович
Николай Александрович Горулёв (6 ноября 1919, Баево, Гомельская губерния, сейчас Дубровенский район — 7 мая 1980, Минск) — русский и белорусский поэт, прозаик, переводчик, сценарист и драматург. Заслуженный работник культуры БССР (1979).

## Биография
Родился 6 ноября 1919 года в семье учителя. В 1927 году семья переехала в деревню Рудобелка, а в 1931 году — в Могилёв. Там учился в железнодорожном училище, а в 1935—1937 годах в Могилевском педрабфаке. Летом 1938 года участвовал в Минской конференции молодых писателей.
В год начала Великой Отечественной войны успел окончить отделение русского языка и литературы филологического факультета Могилёвского педагогического института.
К началу войны боец 1-го коммунистического истребительного батальона при ЦК КП Белоруссии, позднее — шофёр, заместитель политрука, инструктор дивизионной газеты. Учился в Ново-Петергофском военно-политическом училище (с 1942 года в Саратове).
После демобилизации в 1947 году — ответственный секретарь редакции могилёвской газеты «За Родину». В 1949 году переехал в Минск, работал в Государственном издательстве БССР, в редакции журнала «Советская Отчизна», заведующим литературной частью Российского драматического театра, на киностудии «Беларусьфильм», в 1970—1979 годах — ответственный секретарь журнала «Памятники истории и культуры Беларуси».
Член Союза писателей БССР с 1947 года.
Воспитал двух сыновей, один из них, Юрий, — белорусский кинодокументалист.
Скончался 7 мая 1980 года.

## Творчество

### Поэзия и проза
Как поэт дебютировал в газете «Камунар Магілёўшчыны» в 1938 году. Писал на русском и белорусском языках. В 1949 году издал очерк «Путь рационализатора». Писал произведения для детского и юношеского возраста, юмористического жанра, многие произведения посвящены военной теме.
Выполнил литературную обработку книги Н. Королёва «Сыновья народа» (1955).

### Драматургия
Написал пьесы «Выбух» (с Н. Алтуховым, поставлена в 1958 году, издана в 1959 году), «Второе знакомство» (поставлена в 1960 года, издана в 1961 году), «Если любишь» («Призвание»; поставлена в 1962 году, издана в 1963 году), «Моя дочь» (поставлена в 1965 году, издана в 1966 году), «Друг или враг» («Кровью скреплённая»; поставлена в 1966 году, издана в 1967 году), «Месть Половинкина» (поставлена в 1968 году), «Москвич-408» (1971).
Автор киноповести «Наследники Матвея Марковича» (1963) и сценариев трёх документальных фильмов.

### Переводы
Перевёл на русский язык романы М. Последовича «Святло над Ліпскам» (1950) и М. Зарецкого «Вязьмо» (1965), а также отдельные произведения Я. Коласа, Э. Самуйлёнка, П. Головоча, М. Танка, П. Панченко, А. Белевича, В. Кравченко, Я. Скрыгана, И. Мележа и других.

## Награды
- Медаль «За трудовое отличие» (25.02.1955)
- Заслуженный работник культуры БССР (1979)[3]

## Мемориализация
- В 1982 году на могиле установлен памятник — скульптурный портрет на постаменте[4].
- Его именем названа улица в г. Дубровно.